# Stazione di Centallo
La stazione di Centallo è una stazione ferroviaria posta sulla ferrovia Fossano-Cuneo e al servizio dell'omonimo comune in provincia di Cuneo.

## Storia
La stazione venne attivata il 20 agosto 1854 in concomitanza con il tratto di 11950 m da Fossano della ferrovia Fossano-Cuneo.
Rimase capolinea provvisorio della linea fino al 15 ottobre 1854 quando attivato il tronco successivo fino a Madonna dell'Olmo di 8 km.
Nel 1988, in occasione dell'ammodernamento della Fossano-Limone, il segnalamento semaforico di protezione fu sostituito con il doppio segnalamento luminoso di protezione e partenza; contestualmente il piazzale venne rimaneggiato destinando tre binari al servizio viaggiatori (uno di corretto tracciato e due adibiti a incroci e precedenze, dotati singolarmente del segnalamento di partenza), mentre un quarto binario passante e uno scalo composto da due binari tronchi e un'asta di manovra furono destinati al servizio merci.
Tra il 31 luglio e il 12 dicembre 2010 il piazzale della stazione subì una serie di rimaneggiamenti per consentire la costruzione del sottopassaggio e l'eliminazione dell'attraversamento a raso, precedentemente protetto con una "maniglia RAR". In una prima fase furono eliminati i binari 2 e 3 e lo stretto marciapiede che si trovava tra i binari 1 e 2; contestualmente il vecchio binario 4 fu trasformato da secondario a binario di circolazione e dotato di un nuovo ampio marciapiede che, al termine dei lavori, avrebbe servito il secondo e il terzo binario. Nell'ultima fase, dopo il completamento del sottopassaggio, fu nuovamente posato il binario 2 e il vecchio binario 4 fu rinumerato 3.

## Strutture e impianti
La stazione dispone di un fabbricato viaggiatori su due piani e di un piazzale composto da 3 binari, uno della linea e due di circolazione atti alle precedenze e incroci. È inoltre presente uno scalo merci, non più utilizzato, avente un piano caricatore su cui è posto il magazzino raggiungibile dalla linea attraverso due binari tronchi ancora collegati lato Fossano. Fa parte del piazzale anche un'asta di manovra utilizzata per il ricovero dei mezzi d'opera.
Prima delle modifiche effettuate da parte del gestore dell'infrastruttura nel 2010 il 3º binario era un binario secondario di scalo non dotato di banchina denominato binario 4 e tra questo ed il secondo binario era presente l'originario terzo binario di circolazione. Inoltre tra il primo e il secondo binario vi era una banchina ad isola.

## Movimento
La stazione è servita dalle relazioni regionali Trenitalia svolte nell'ambito del contratto di servizio stipulato con la Regione Piemonte. In particolar modo è l'unico impianto della linea ad essere ancora utilizzato per il traffico passeggeri, in quanto Maddalene e San Benigno di Cuneo sono state rese stazioni disabilitate al servizio viaggiatori.
Al 2007, la stazione risultava frequentata da un traffico giornaliero di più di 470 persone.

## Servizi
La stazione, gestita e classificata da RFI nel 2008 nella categoria silver, dispone di:
- Biglietteria automatica
- Sala d'attesa
- Bar

## Interscambi
La stazione offre i seguenti interscambi:
- Fermata autobus

### Esplicative
1. ↑  La maniglia RAR (Rilevamento Attraversamento a Raso) serve per dare il consenso all'ingresso del treno incrociante nelle stazioni con attraversamento a raso protetto da impianto semaforico.

### Fonti
1. 1 2   Ufficio Centrale di Statistica delle Ferrovie dello Stato, Prospetto cronologico dei tratti di ferrovia aperti all'esercizio dal 1839 al 31 dicembre 1926, su Trenidicarta.it, Alessandro Tuzza, 1927. URL consultato il 18 gennaio 2016.
2. ↑  Casalis, pp. 49-50.
3. ↑  Dal progetto originale del segnalamento della Fossano-Cuneo-Limone del 1988.
4. 1 2  Impianti FS (settembre 2010), "Notizie flash" in I treni, 31 (2010), n. 329, p. 6.
5. 1 2  Impianti FS (gennaio 2011), "Notizie flash" in I treni, 32 (2011), n. 333, pp. 6-7.
6. 1 2   Rete Ferroviaria Italiana, Statistiche (PDF), su rfi.it, Ferrovie dello Stato Italiane, compartimento di Torino, 2008,  p. 1. URL consultato il 18 gennaio 2016 (archiviato dall'url originale il 4 marzo 2016).
7. ↑   Rete Ferroviaria Italiana, Le stazioni oggi in: Piemonte, su rfi.it, 31 dicembre 2013. URL consultato il 18 gennaio 2016 (archiviato dall'url originale il 16 maggio 2013).